# Antonio Viladomat

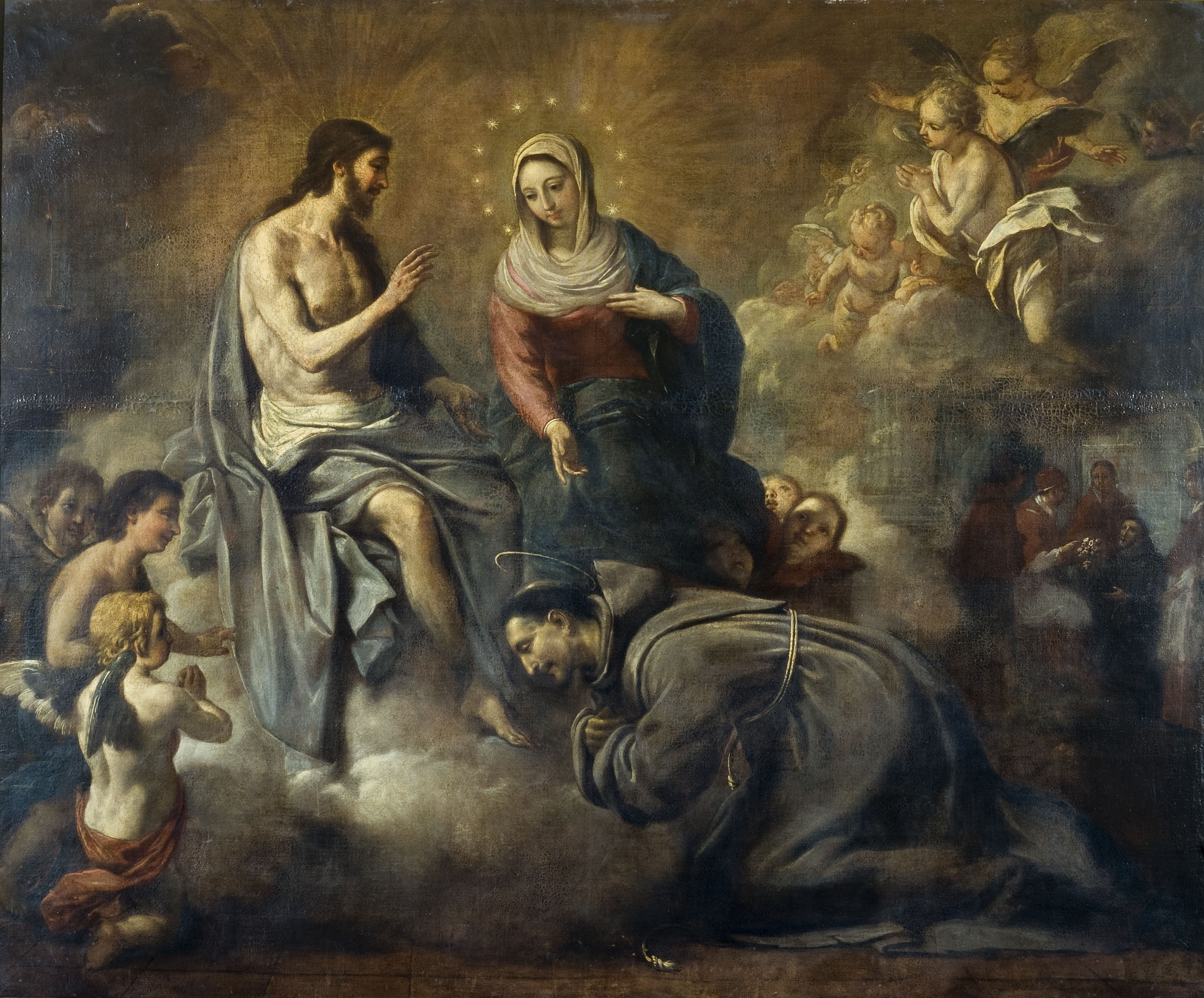
Jesús concede a San Francisco la indulgencia de la Porciúncula, Barcelona, Real Academia Catalana de Bellas Artes de San Jorge, en depósito en el Museo Nacional de Arte de Cataluña

Antonio Viladomat y Manalt (en catalán: Antoni Viladomat i Manalt) (Barcelona, 20 de marzo de 1678- 22 de enero de 1755) fue un pintor barroco español del siglo XVIII y uno de los pintores catalanes más famosos del mismo siglo. Era hijo del dorador Salvador Viladomat Ràfols y de Francesca Manalt. Su hermano, Agustín Viladomat, siguió con el oficio de su padre.

## Biografía

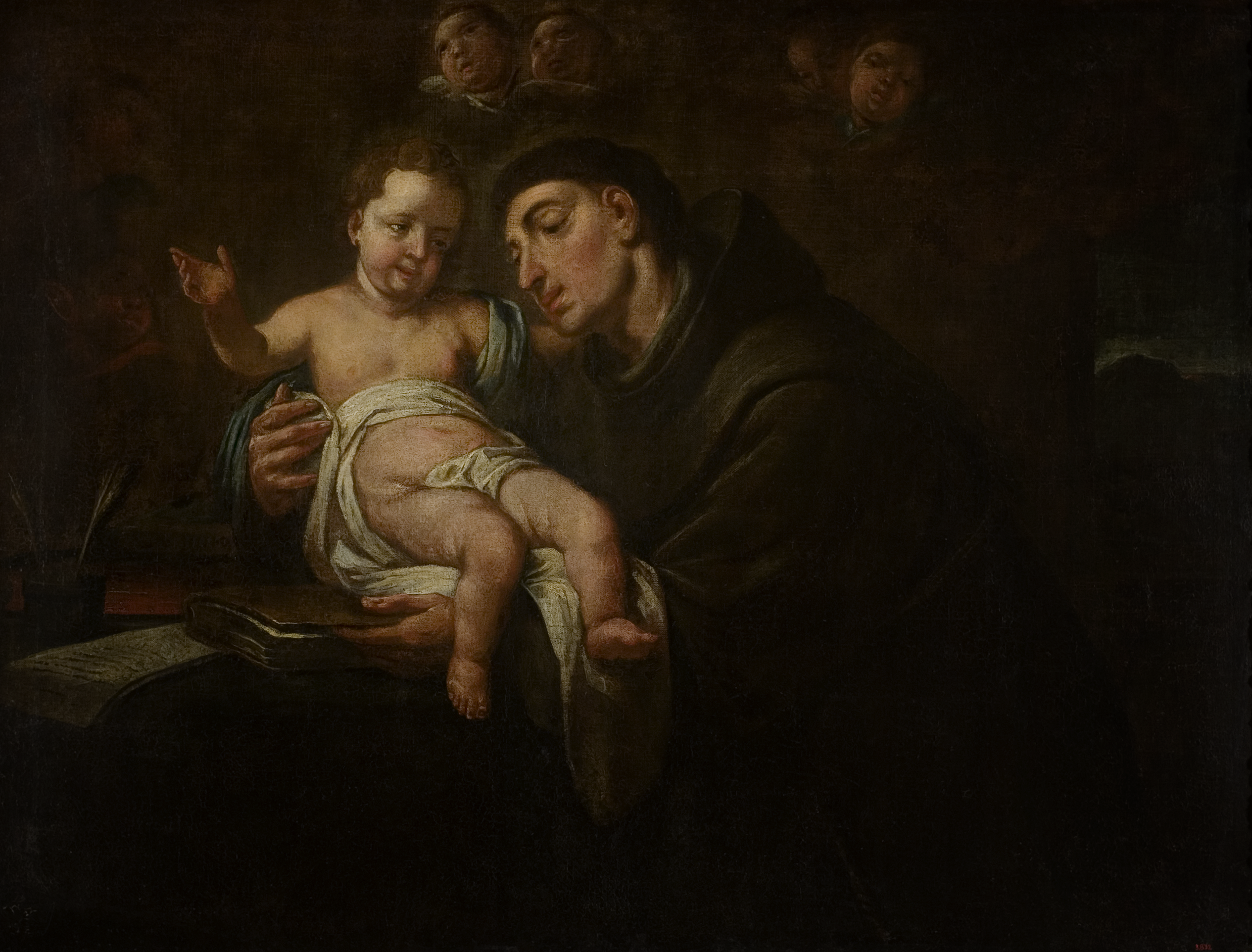
Visión de San Antonio de Padua, 1720. Villanueva y Geltrú, Biblioteca Museo Víctor Balaguer

Según la historiografía, aprendió sus primeras lecciones en el taller de Pasqual Bailon Savall, un pintor oriundo de Berga como su padre, autor de parte de las pinturas de la capilla de San Benito del monasterio de Sant Cugat. La temprana muerte de su primer maestro (1691) le llevó a entrar como aprendiz en el taller del pintor Joan Baptista Perramon (1692), con el que permaneció entre seis y nueve años. Históricamente se le atribuyen la decoración de la iglesia de los jesuitas de Tarragona (1698) y las pinturas de la bóveda de la capilla de la Casa de Convalecencia del Hospital de la Santa Cruz de Barcelona (1703), pero hay dudas fundamentadas sobre su más que improbable participación: en el primero de los casos, Antonio Ponz, autor del Viaje de España (1787), confundió este espacio jesuita con la capilla de la Inmaculada Concepción de la Catedral de Tarragona, pintada por Josep Juncosa y Francesc Tramulles. Por otro lado, la capilla de san Pablo de la casa de Convalecencia del Hospital de la Santa Cruz de Barcelona fue decorada por Joan Grau y Josep Bal: la intervención de Viladomat se limita al óleo del retablo (1728). 
Su dilatada trayectoria le permitió pintar para casi todos los conventos y monasterios de Barcelona, siendo la pintura religiosa el género que más conreó. El ciclo de veinte pinturas sobre la Vida de San Francisco de Asís para el antiguo convento franciscano de Barcelona, hoy en el Museo Nacional de Arte de Cataluña (depósito de la Real Academia Catalana de Bellas Artes de San Jorge) le dio fama y constituye, junto con el ciclo del Vía crucis de la Capilla del Dolors en la basílica de Santa María de Mataró, el núcleo de su mejor producción conservada. El prestigio de Antoni Viladomat cabe buscarlo también en sus enfrentamientos contra el Colegio de Pintores, que le llevaron a interponer dos pleitos con el fin de garantizar su condición de pintor licenciado. Ganó ambos pleitos, en 1723 y 1739, y nunca ingresó en la disciplina gremial del Colegio. Por su taller, donde enseñaba el arte del dibujo -Viladomat fue un gran dibujante-, pasaron numerosos aprendices que buscaban perfeccionarse o aprender los rudimentos de esta difícil disciplina.
El 20 de marzo de 1787, en carta a Juan Agustín Ceán Bermúdez, el dramaturgo español Leandro Fernández de Moratín se refirió en términos muy elogiosos a Viladomat:

Vi las pinturas de Viladomat, en el claustro de San Francisco; y en verdad que Mengs tenía sobradísima razón de decir que, en su tiempo, era el mejor pintor de Europa (...) y cuando este elogio recae sobre un artífice que no tuvo un maestro que le enseñase, ni vio las galerías de Italia, ni salió en su vida de Cataluña, ni allí encontró quien le hiciese competencia, es menester confesar que en tales casos la naturaleza lo hace todo, y el que nació con disposiciones favorables para sobresalir, si no halla quien le enseñe los preceptos del arte, él los encuentra.

La frase atribuida a Mengs en realidad calificaba a Viladomat como «el mejor pintor de su tiempo», y no de Europa como interpretaba Moratín, y, aun cuando no es posible verificar su autenticidad, de ella se había hecho eco previamente Antonio Ponz en su Viage de España:

Pasando Don Antonio Mengs por esta ciudad de Barcelona fue a ver dicha obra [las pinturas de Viladomat en el convento de San Francisco]; dijo que, seguramente en tiempos de Viladomat no había habido pintor de tanta habilidad.

En la actualidad existe en Barcelona una calle dedicada a este pintor.